# Mussardia griseoplagiata
Mussardia griseoplagiata – gatunek chrząszcza z rodziny kózkowatych i podrodziny zgrzypikowych. Jedyny przedstawiciel rodzaju Mussardia.

## Zasięg występowania
Afryka Zachodnia i Środkowa, notowany w Wybrzeżu Kości Słoniowej, Kamerunie i Demokratycznej Republice Konga.